# Takeo Kurita
Takeo Kurita (27 de abril de 1889 – 19 de dezembro de 1977) foi um almirante da Marinha Imperial Japonesa durante a Segunda Guerra Mundial.
Kurita graduou-se na Academia Naval em 1910 e foi comissionado para o serviço em contratorpedeiros. Em 1920 assumiu o comando de um contratorpedeiro e nos anos 20 comandou diversos destas belonaves e esquadras de contratorpedeiros. Em 1937 assumiu o comando do cruzador Kongō e no ano seguinte foi promovido a contra-almirante.
No começo da Segunda Guerra Mundial no Pacífico, Kurita comandou uma divisão de cruzadores na invasão das Índias Holandesas pelos japoneses e na Batalha de Midway, onde perdeu o cruzador Mishima, bombardeado e afundado pelos aviões americanos. Nas campanhas seguintes onde a marinha esteve envolvida, participou do bombardeio da Ilha de Guadalcanal em outubro de 1942, da luta nas Ilhas Salomão e na Batalha do Mar das Filipinas.

## Leyte
Mas foi na maior de todas as batalhas navais da Guerra do Pacífico que Kurita entrou para os anais da história da Segunda Guerra Mundial, como comandante da frota de encouraçados e cruzadores que lutou contra os Aliados na Batalha do Golfo de Leyte, durante a reconquista das Filipinas em outubro de 1944.
Kurita foi o comandante da Força Centro, a principal esquadra de batalha destinada a destruir os navios e porta-aviões aliados ancorados no Mar de Samar e na Baía de Leyte que protegiam o desembarque dos soldados americanos na ilha das Filipinas, enquanto a frota combinada do almirante Jisaburo Ogawa, composta de porta-aviões quase sem aviões, chamava para si o ataque aéreo das poderosas esquadrilhas navais da Força Tarefa dos Estados Unidos, comandadas pelo almirante William Halsey. Comandando uma frota de cruzadores e encouraçados, entre eles os dois maiores navios de batalha de superfície do mundo na época, o Yamato e o Musashi, cada um com 64.000 toneladas e capacidade de atirar uma bala de canhão de alto poder de destruição há 40 km de distância - Kurita foi o responsável pela grande destruição de navios americanos e australianos em Leyte, até ser obrigado a recuar e voltar para o Japão devido às grandes perdas que sofreu, no intuito de salvar o restante de sua esquadra e a vida de seus homens.
Assim como o almirante Isoroku Yamamoto, Kurita acreditava numa morte gloriosa em combate pelo Japão, mas não numa morte em vão, e como o lendário comandante japonês também achava que o costume dos capitães de navios afundados em perecerem junto com seus navios era um perda sem sentido de vidas preciosas, necessárias por sua experiência e liderança.
Removido do comando de esquadra em dezembro de 1944, Kurita foi enviado para uma ilha na área metropolitana de Hiroshima como presidente do Colégio de Guerra Naval do Japão, de maneira a evitar que viesse a ser assassinato por fanáticos militares adeptos do lema de luta até a morte e foi bastante criticado nos meios militares por não ter lutado até o fim.
Somente nos anos 70, quando contava com mais de 80 anos, ele admitiu em particular a um ex-aluno do Colégio de Guerra Naval que dirigiu, que deixou a Batalha de Leyte com seus navios por não acreditar mais numa vitória, para impedir a destruição completa de seus navios e a morte de seus homens e por acreditar que a guerra já estava perdida.